# Františkov (Blížejov)
Františkov je malá vesnice, část obce Blížejov v okrese Domažlice v Plzeňském kraji. Nachází se dva kilometry východně od Blížejova. Je zde evidováno 19 adres. V roce 2011 zde trvale žilo třináct obyvatel.
Františkov leží v katastrálním území Chotiměř u Blížejova o výměře 2,14 km².

## Historie
První písemná zmínka o vesnici pochází z roku 1794.

## Obyvatelstvo
| Rok            | 1869 | 1880 | 1890 | 1900 | 1910 | 1921 | 1930 | 1950 | 1961 | 1970 | 1980 | 1991 | 2001 | 2011 | 2021 |
| -------------- | ---- | ---- | ---- | ---- | ---- | ---- | ---- | ---- | ---- | ---- | ---- | ---- | ---- | ---- | ---- |
| Počet obyvatel | 83   | 72   | 90   | 101  | 101  | 112  | 96   | 73   | 73   | 56   | 54   | 31   | 22   | 13   | 14   |
| Počet domů     | 21   | 19   | 20   | 21   | 21   | 20   | 20   | 20   | 20   | 18   | 16   | 17   | 17   | 17   | 14   |

## Obecní správa
Při sčítání lidu v letech 1850–1959 Františkov byl osadou obce Chotiměř v okrese Horšovský Týn (v letech 1850–1910 Horšův Týn). Od roku 1960 je částí obce Blížejov v okrese Domažlice.

## Pamětihodnosti
- Kaple na návsi

## Další fotografie

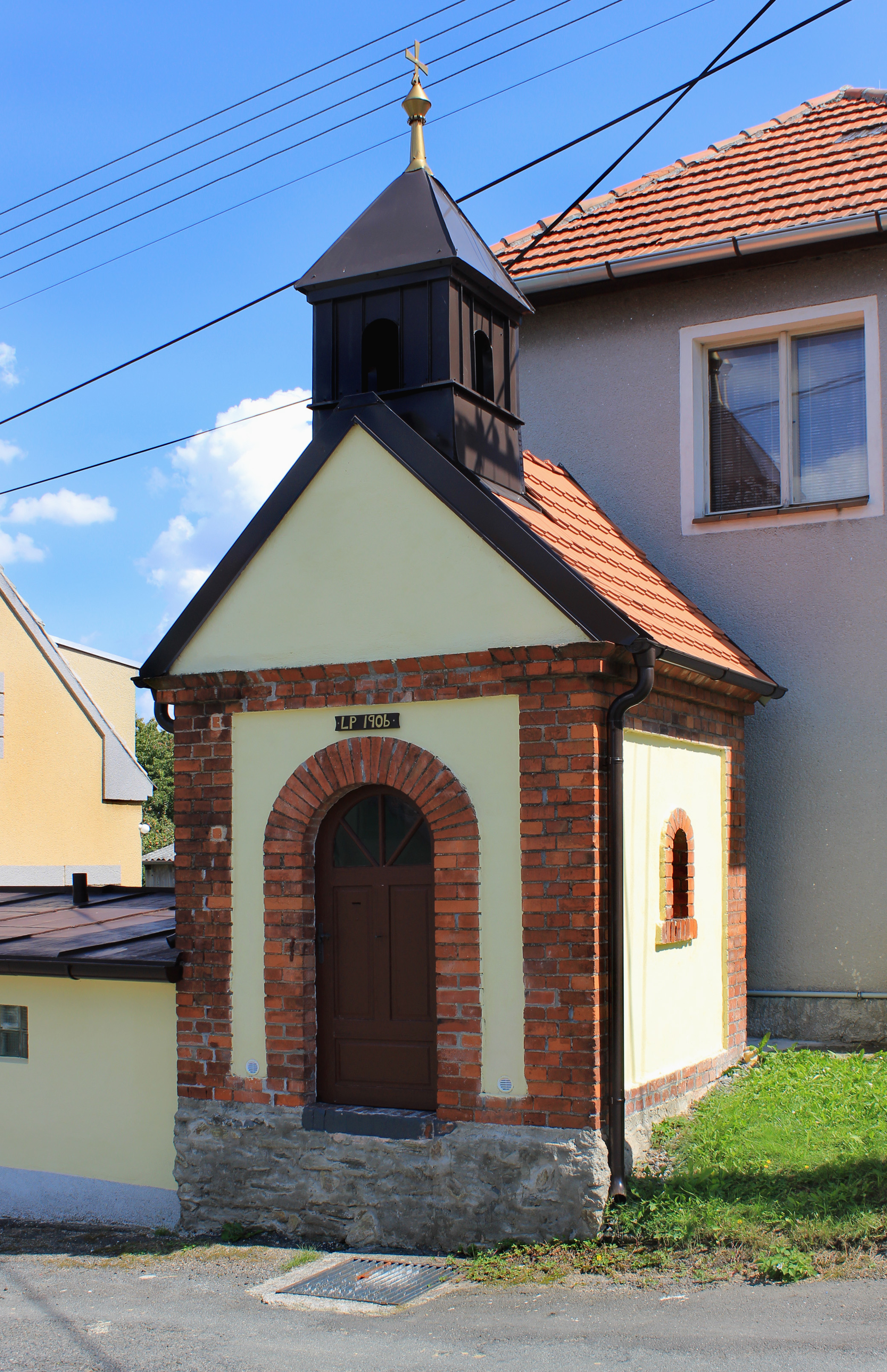
Kaple u silnice
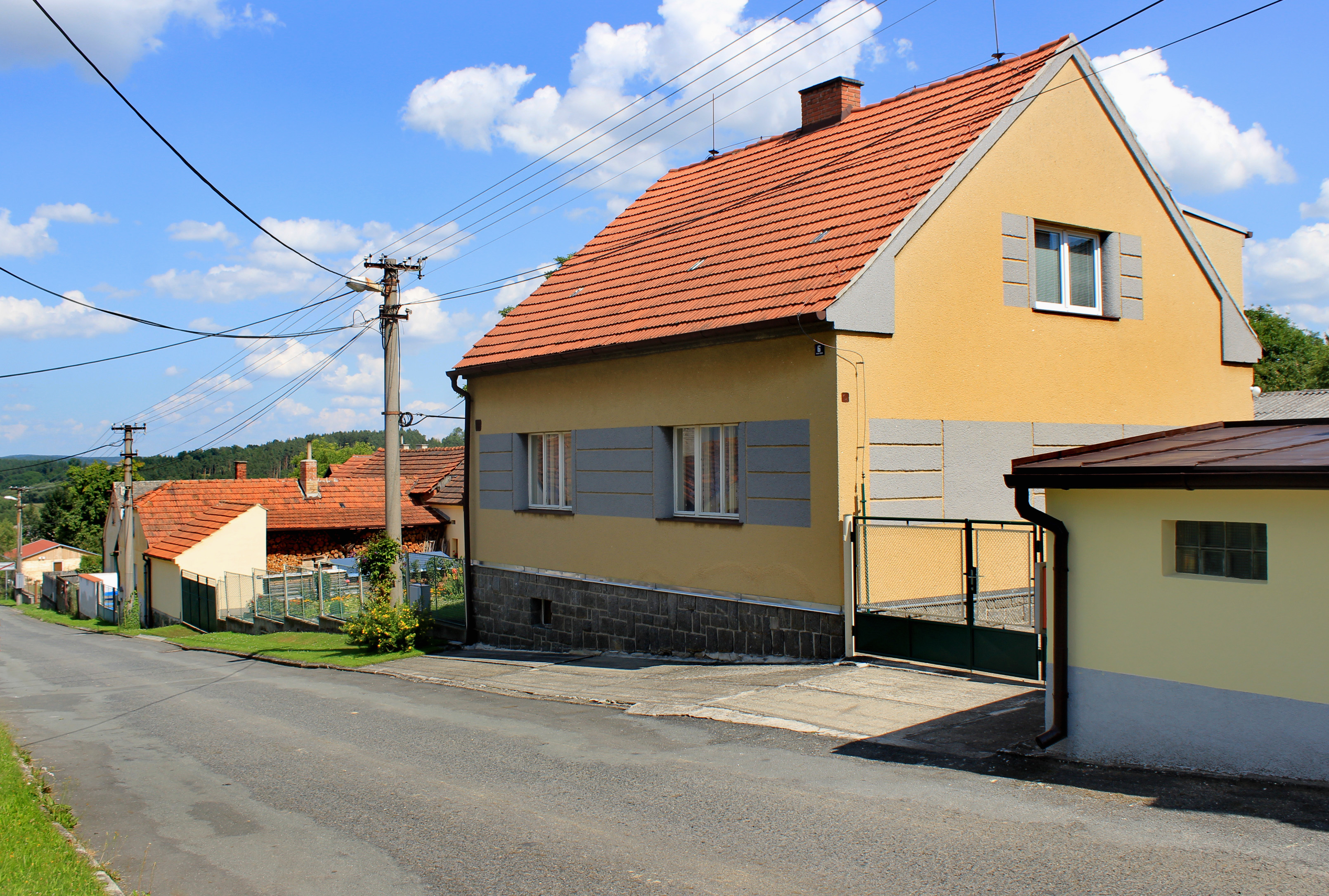
Dům čp. 6
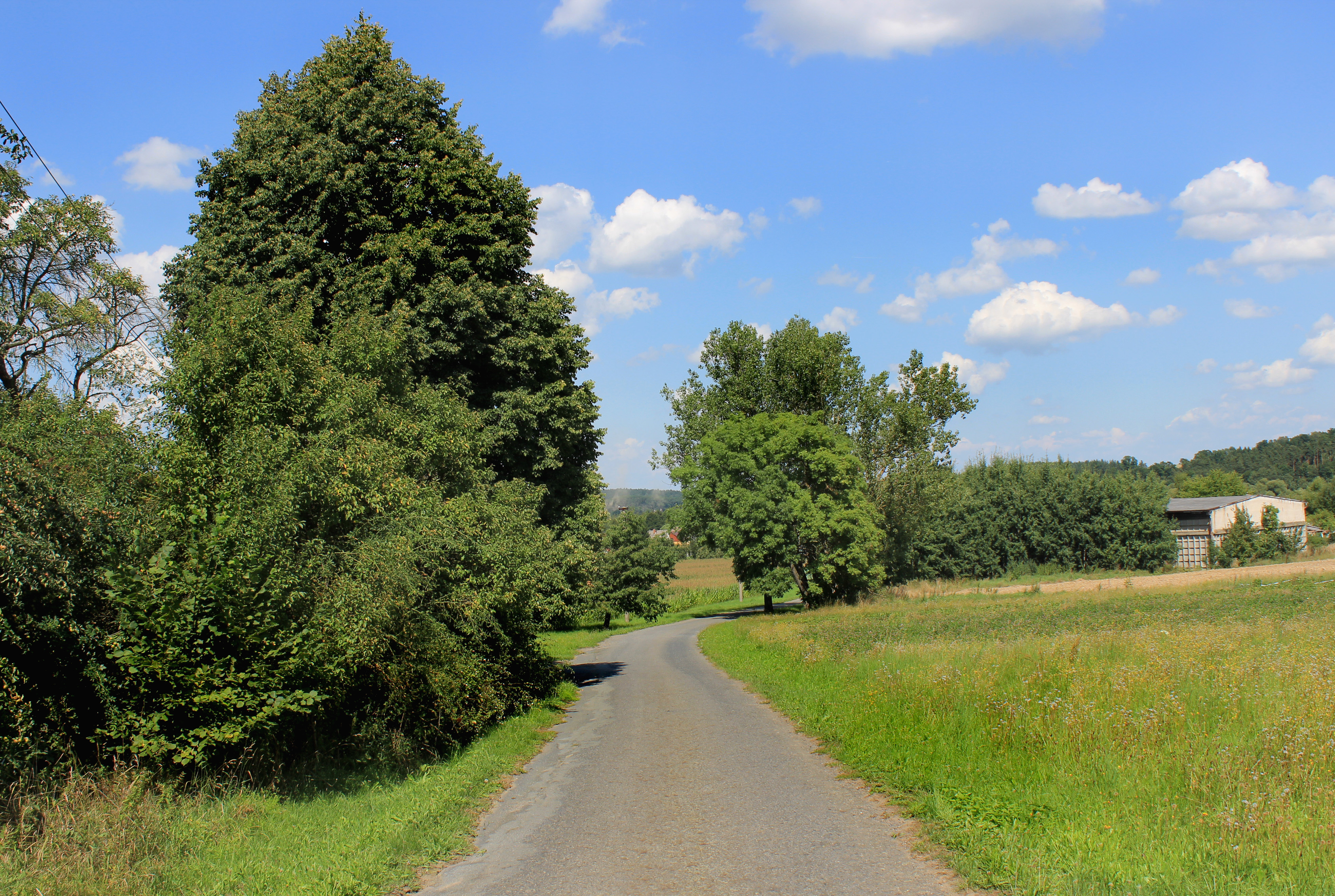
Silnice k Chotiměři